# Ralf Salzmann
Ralf Salzmann (* 6. Februar 1955 in Kassel) ist ein ehemaliger deutscher Langstreckenläufer.
Der Polizist wurde von 1980 bis 1984 fünfmal in Folge Deutscher Meister im Marathonlauf, er startete für die LG Frankfurt. 1984 qualifizierte er sich mit einem bis heute bestehenden Streckenrekord beim Bienwald-Marathon für die Olympischen Sommerspiele in Los Angeles, wo er Platz 18 im Marathon belegte.

## Sportliche Karriere
- 1980 Deutscher Meister im Marathon in 2:16:22 h[1]
- 1981 Deutscher Meister im Marathon in 2:15:42 h
- 1982 Deutscher Meister im Marathon in 2:18:45 h
- 1982 Deutscher Meister im Crosslauf auf der Langstrecke (10,7 km)
- 1983 Deutscher Meister im Marathon in 2:15:17 h
- 1984 Deutscher Meister im Marathon in 2:14:25 h
- 1984 18. Platz bei den Olympischen Spielen von Los Angeles im Marathon in 2:15:29 h[2]
- 1986 vierter Platz im Marathon bei den Leichtathletik-Europameisterschaften in Stuttgart (2:11:41 h)
- 1988 Persönliche Bestzeit von 2:10:10 h beim Tokyo International Men’s Marathon
- 1988 Deutscher Meister im 10.000-Meter-Lauf in 29:01,53 min[3]
- 1988 23. Platz bei den Olympischen Spielen von Seoul im Marathon in 2:16:54 h[4]

Mit seiner 1980 erzielten Leistung hätte sich Ralf Salzmann für die Olympischen Spiele in Moskau qualifiziert. Eine Teilnahme blieb ihm jedoch aufgrund des Olympiaboykotts verwehrt. Er ist der siebtschnellste Deutsche über die Marathondistanz (Stand Januar 2017).

## Sonstiges
Ralf Salzmann lebt heute in Kassel und ist Polizei-Oberkommissar im Ruhestand. Auch nach Ende seiner aktiven Karriere nahm er noch vereinzelt an Läufen und Prominentenrennen teil. Zur Neuauflage des Kassel-Marathons wurde Ralf Salzmann zum Botschafter dieser Veranstaltung ernannt.